# Instituto Mexicano de Cinematografía
El Instituto Mexicano de Cinematografía (IMCINE o Imcine) es una institución de la Secretaría de Cultura de México, fundada el 25 de marzo de 1983.

## Funciones
Las funciones de este instituto son:

- Consolidar y acrecentar la producción cinematográfica nacional.
- Establecer una política de fomento industrial en el sector audiovisual.
- Apoyar la producción, distribución y exhibición cinematográfica dentro y fuera de las fronteras de México.
- Generar una buena imagen del cine mexicano y sus creadores en el mundo.
- Promover el conocimiento de la cinematografía a públicos diversos a través de festivales, muestras, ciclos y foros en todas las regiones del país.

## Historia
El instituto nació luego de una crisis, calidad y financiamiento en la industria cinematográfica mexicana. Su primer director fue Alberto Isaac, quien renunció luego de no recibir apoyo en las decisiones ejecutivas del instituto ni conseguir apoyo para hacer nuevas películas. En 1989, el instituto se incorporó al Consejo Nacional para la Cultura y las Artes (Conaculta), y tuvo una reestructuración importante. De ese año y hasta 1992, el instituto incidió en que surgiera el llamado Nuevo Cine Mexicano, y ayudó al debut de 21 directores en ese periodo.
Debido a la crisis de producción fílmica vivida en 1997, el Imcine creó el Fondo de Promoción Cinematográfica (Foprocine). En 1998, se fundó el Programa de Apoyo a Creadores y el Programa de Óperas Primas que apoya a realizadores del Centro de Capacitación Cinematográfica (CCC) y del Centro Universitario de Estudios Cinematográficos (CUEC).

### Directores
| Director               | Periodo     |
| ---------------------- | ----------- |
| Alberto Isaac          | 1983 - 1985 |
| Enrique Soto Izquierdo | 1986 - 1988 |
| Ignacio Durán Loera    | 1988 - 1994 |
| Jorge Alberto Lozoya   | 1995        |
| Diego López Rivera     | 1996 - 1997 |
| Eduardo Amerena        | 1997 - 1999 |
| Alejandro Pelayo       | 1999 - 2000 |
| Alfredo Joskowicz      | 2000 - 2006 |
| Marina Stavenhagen     | 2007 - 2012 |
| Jorge Sánchez Sosa     | 2013 - 2018 |
| María Novaro Peñaloza  | 2018 - 2024 |
| Daniela Alatorre       | 2024 -      |

## Programas de apoyo
| Categoría                   | Programa de apoyo                                                                                                   |
| --------------------------- | --- |
| Apoyo a la producción       | Fondo de Promoción al Cine Mexicano (FOCINE)                                                                        |
| Apoyo a la producción       | Guion y desarrollo de proyectos                                                                                     |
| Apoyo a la producción       | EFICINE 189 - Producción                                                                                            |
| Apoyo a la producción       | Estímulo a la Creación Audiovisual en México y Centroamérica para Comunidades Indígenas y Afrodescendientes (ECAMC) |
| Promoción del cine mexicano | Fondo de Promoción al Cine Mexicano (FOCINE)                                                                        |
| Promoción del cine mexicano | Apoyo a Acervo Fílmicos                                                                                             |
| Promoción del cine mexicano | EFICINE 189 - Distribución                                                                                          |